# Józef Wieniawski
Józef Wieniawski (Lublino, 23 maggio 1837 – Bruxelles, 11 novembre 1912) è stato un pianista e compositore polacco, fratello di Henryk Wieniawski.
Era il figlio di un barbiere ebreo di nome Herschel Meyer Helman. Fu allievo del Conservatorio di Parigi, dove ebbe come insegnanti Pierre Zimmermann e Antoine François Marmontel. Dal 1853 studiò a Weimar con Franz Liszt, successivamente si perfezionò nella composizione a Berlino con Adolf Bernhard Marx.

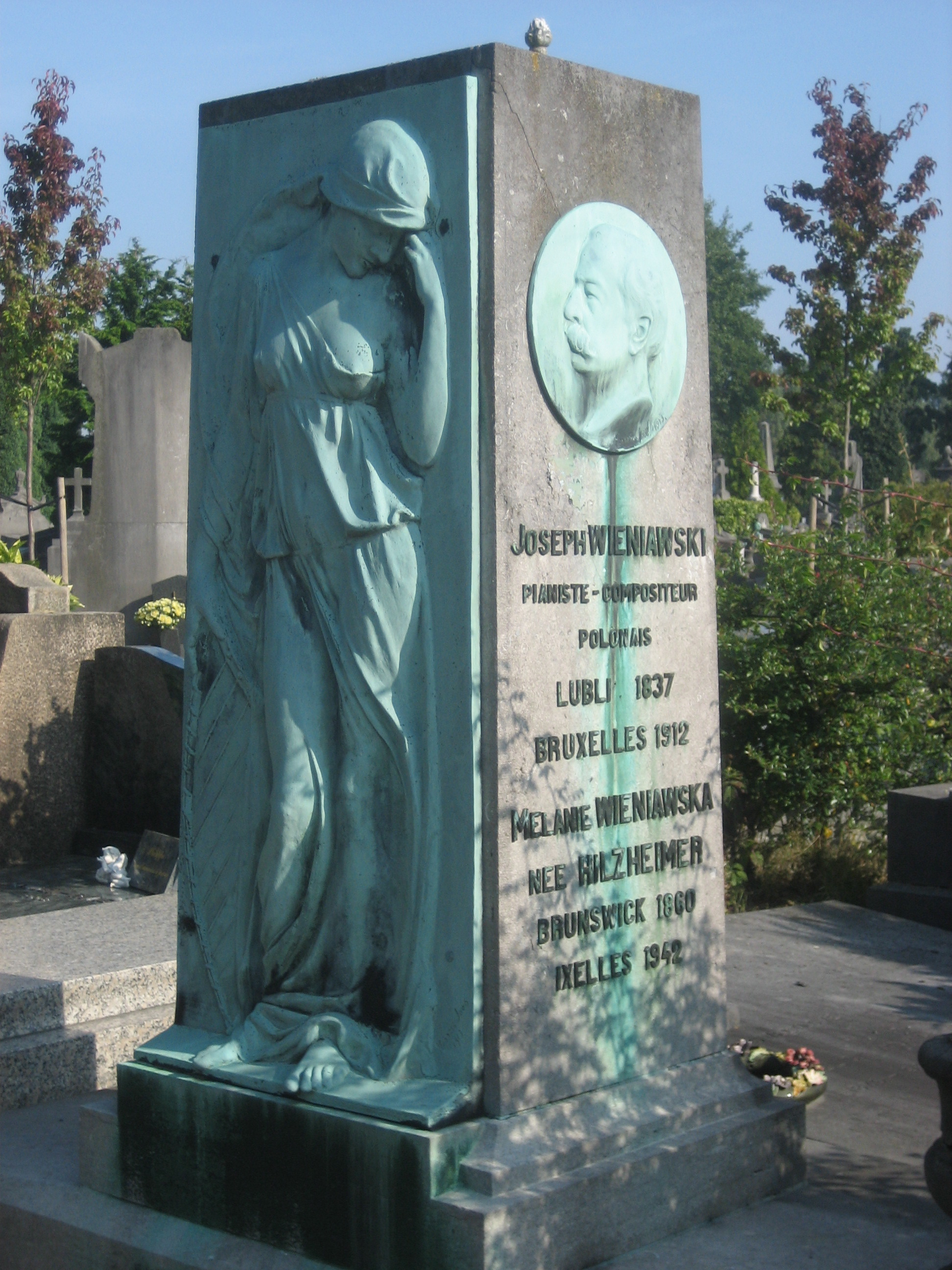
Tomba di Józef Wieniawski

Dal 1865 al 1869 assunse il ruolo di docente al Conservatorio di Mosca. Successivamente, nel 1870, si trasferì a Varsavia, e fu uno dei membri fondatori della Società Musicale di Varsavia.
Queste sono alcune sue composizioni: 
- Ballata op. 31
- Improvviso op. 34
- Fantasia per 2 pianoforti op. 42
- Concerto per pianoforte op. 20
- Sonata per pianoforte op. 22
- Trio con pianoforte op. 40
- Polacca op. 21
- Souvenir di Lublino op. 12
- Sur l'océan op. 28
- Tarantella op. 4
- Valse de Concert op. 3
- Valse de Concert op. 30